# Jean-Philippe Krasso
Jean-Philippe Krasso, né le 17 juillet 1997 à Stuttgart (Allemagne), est un footballeur international ivoirien qui évolue au poste d'avant-centre au Paris FC.

## Biographie

### Carrière
Né à Stuttgart, la famille de Krasso déménage plusieurs fois, d'abord à Strasbourg où il touche ses premiers ballons, puis à Montreuil-sous-Bois. Finallement, ils s'installent à Chartres où il commence sa formation au Chartres Horizon, avant d'arriver au FC Lorient à ses 14 ans.
Mais c'est en Alsace qu'il fait ses débuts en senior, au sein du SC Schiltigheim, disputant la rencontre de Coupe de France du 6 janvier 2018 contre l'AJ Auxerre.
Un an et demi plus tard, après un passage au SAS Épinal où il prend part à quatre autres matchs en coupe nationale, il signe à l'AS Saint-Étienne, le 1er juillet 2020.

#### AS Saint-Étienne (2020-2023)
S'illustrant rapidement en match amical avec les Verts, il est éligible pour la finale reportée de Coupe de France du 24 juillet (alors que, ironie du sort, il avait marqué contre ces mêmes verts en quart-de-finale), où il entre en jeu en remplacement de Mathieu Debuchy à la 83e minute du match perdu par Saint-Étienne.
Le 31 janvier 2021, son entraîneur Claude Puel, confirme qu’il va être prêté jusqu’à la fin de saison au Mans FC.
Il délivre sa première passe décisive en Ligue 1 et avec Saint-Étienne le 25 septembre 2021 contre l'AS Monaco, match que les Stéphanois perdent 3-1. Il marque son premier but le 7 novembre 2021 de la tête sur un corner lors d'un match contre le Clermont Foot, ce qui permet l'égalisation dans le temps additionnel de l'ASSE, qui gagne le match 3-2,.

#### Étoile rouge de Belgrade (2023-2024)
En fin de contrat avec l'AS Saint-Étienne, le joueur signe un contrat de 4 ans avec le club serbe de l'Étoile rouge de Belgrade le 20 juin 2023. Il se montre décisif dès les premières journées de championnat : après 3 journées disputées, il compte déjà 5 buts inscrits et 2 passes décisives délivrées à son actif. Titulaire lors des six premières journées de Super liga Srbije, il perd ensuite progressivement sa place dans le onze de départ et voit son temps de jeu diminuer au fil de la saison. Il conclut la saison régulière avec 23 apparitions, pour 11 titularisations, 7 buts inscrits et 3 passes décisives. 
En Serbie, il découvre la Ligue des Champions, son équipe étant qualifiée pour la phase de groupes. Il y participe à 4 rencontres (3 défaites, 1 nul). Il délivre une passe décisive pour Osman Bukari face aux Young Boys de Berne (2-2). 

#### Paris FC (depuis 2024)
Ne bénéficiant pas d'assez de temps de jeu à son goût, il fait son retour en France un an après son départ. Il s'engage en faveur du Paris FC, évoluant en Ligue 2, contre un montant supérieur à 1 million d'euros et un contrat de 3 ans,.

### En sélection nationale
En septembre 2022, il est sélectionné par Jean-Louis Gasset sélectionneur des Éléphants de Côte d'Ivoire pour deux matchs amicaux contre le Togo et la Guinée. Il inscrit son premier but contre les Comores en mars 2023. Le 28 décembre 2023, il est retenu dans la liste des vingt-sept joueurs ivoiriens sélectionnés par Jean-Louis Gasset pour disputer la Coupe d'Afrique des nations 2023.

## Statistiques

### Par saison
| Saison                | Club                     | Championnat           | Championnat | Championnat | Championnat | Coupe(s) nationale(s) | Coupe(s) nationale(s) | Coupe(s) nationale(s) | Compétition(s) continentale(s) | Compétition(s) continentale(s) | Compétition(s) continentale(s) | Compétition(s) continentale(s) | Total | Total | Total |
| Saison                | Club                     | Division              | M.          | B.          | P.d.        | M.                    | B.                    | P.d.                  | Comp.                          | M.                             | B.                             | P.d.                           | M.    | B.    | P.d.  |
| 2014-2015             | FC Lorient rés.          | CFA                   | 9           | 1           | -           | -                     | -                     | -                     | -                              | -                              | -                              | -                              | 9     | 1     | 0     |
| 2015-2016             | FC Lorient rés.          | CFA                   | 23          | 4           | -           | -                     | -                     | -                     | -                              | -                              | -                              | -                              | 23    | 4     | 0     |
| 2016-2017             | FC Lorient rés.          | CFA                   | 11          | 1           | -           | -                     | -                     | -                     | -                              | -                              | -                              | -                              | 11    | 1     | 0     |
| Sous-total            | Sous-total               | Sous-total            | 43          | 6           | -           | -                     | -                     | -                     | -                              | -                              | -                              | -                              | 43    | 6     | 0     |
| 2017-2018             | SC Schiltigheim          | National 2            | 24          | 5           | 1           | 3                     | 1                     | 1                     | -                              | -                              | -                              | -                              | 27    | 6     | 2     |
| 2018-2019             | SAS Épinal               | National 2            | 24          | 5           | 2           | 2                     | 1                     | 0                     | -                              | -                              | -                              | -                              | 26    | 6     | 2     |
| 2019-2020             | SAS Épinal               | National 2            | 18          | 5           | 3           | 6                     | 5                     | 2                     | -                              | -                              | -                              | -                              | 24    | 10    | 5     |
| Sous-total            | Sous-total               | Sous-total            | 42          | 10          | 5           | 8                     | 6                     | 2                     | -                              | -                              | -                              | -                              | 50    | 16    | 7     |
| 2019-2020             | AS Saint-Étienne         | Ligue 1               | -           | -           | -           | 1                     | 0                     | 0                     | -                              | -                              | -                              | -                              | 1     | 0     | 0     |
| 2020-2021             | AS Saint-Étienne         | Ligue 1               | 6           | 0           | 0           | -                     | -                     | -                     | -                              | -                              | -                              | -                              | 6     | 0     | 0     |
| 2021-2022             | AS Saint-Étienne         | Ligue 1               | 16          | 1           | 1           | 2                     | 0                     | 0                     | -                              | -                              | -                              | -                              | 18    | 1     | 1     |
| 2022-2023             | AS Saint-Étienne         | Ligue 2               | 35          | 17          | 12          | -                     | -                     | -                     | -                              | -                              | -                              | -                              | 35    | 17    | 12    |
| Sous-total            | Sous-total               | Sous-total            | 57          | 18          | 13          | 3                     | 0                     | 0                     | -                              | -                              | -                              | -                              | 60    | 18    | 13    |
| 2020-2021             | Le Mans FC (prêt)        | National              | 14          | 5           | 1           | -                     | -                     | -                     | -                              | -                              | -                              | -                              | 14    | 5     | 1     |
| 2021-2022             | AC Ajaccio (prêt)        | Ligue 2               | 15          | 4           | 2           | -                     | -                     | -                     | -                              | -                              | -                              | -                              | 15    | 4     | 2     |
| 2023-2024             | Étoile rouge de Belgrade | Super liga Srbije     | 29          | 8           | 3           | 3                     | 1                     | 1                     | C1                             | 4                              | 0                              | 1                              | 36    | 9     | 5     |
| 2024-2025             | Paris FC                 | Ligue 2               | 31          | 17          | 5           | -                     | -                     | -                     | -                              | -                              | -                              | -                              | 31    | 17    | 5     |
| Total sur la carrière | Total sur la carrière    | Total sur la carrière | 255         | 73          | 30          | 17                    | 8                     | 4                     | -                              | 4                              | 0                              | 1                              | 276   | 81    | 35    |

### En équipe nationale
| Saison                | Sélection             | Phases finales        | Phases finales | Phases finales | Phases finales | Éliminatoires CDM | Éliminatoires CDM | Éliminatoires CDM | Matchs amicaux | Matchs amicaux | Matchs amicaux | Total | Total | Total |
| Saison                | Sélection             | Compétition           | M              | B              | Pd             | M                 | B                 | Pd                | M              | B              | Pd             | M     | B     | Pd    |
| --------------------- | --------------------- | --------------------- | -------------- | -------------- | -------------- | ----------------- | ----------------- | ----------------- | -------------- | -------------- | -------------- | ----- | ----- | ----- |
| 2022-2023             | Côte d'Ivoire         | -                     | -              | -              | -              | 3                 | 1                 | 0                 | 4              | 1              | 0              | 7     | 2     | 0     |
| 2023-2024             | Côte d'Ivoire         | CAN 2023              | 6              | 1              | 0              | 2                 | 1                 | 1                 | 2              | 0              | 0              | 10    | 2     | 1     |
| 2024-2025             | Côte d'Ivoire         | -                     | -              | -              | -              | 8                 | 3                 | 2                 | -              | -              | -              | 8     | 3     | 2     |
| Total sur la carrière | Total sur la carrière | Total sur la carrière | 6              | 1              | 0              | 13                | 5                 | 3                 | 6              | 1              | 0              | 25    | 7     | 3     |

### Buts en sélection
| Buts internationaux de Jean-Philippe Krasso | Buts internationaux de Jean-Philippe Krasso | Buts internationaux de Jean-Philippe Krasso     | Buts internationaux de Jean-Philippe Krasso | Buts internationaux de Jean-Philippe Krasso | Buts internationaux de Jean-Philippe Krasso | Buts internationaux de Jean-Philippe Krasso |
|                                             | Date                                        | Lieu                                            | Adversaire                                  | Score                                       | Résultat                                    | Compétition                                 |
| ------------------------------------------- | ------------------------------------------- | ----------------------------------------------- | ------------------------------------------- | ------------------------------------------- | ------------------------------------------- | ------------------------------------------- |
| 1.                                          | 16 novembre 2022                            | Grand stade de Marrakech, Marrakech, Maroc      | Burundi                                     | 1 - 0                                       | 4 - 0                                       | Match amical                                |
| 2.                                          | 24 mars 2023                                | Stade de la Paix, Bouaké, Côte d'Ivoire         | Comores                                     | 3 - 1                                       | 3 - 1                                       | Qualifications à la CAN 2023                |
| 3.                                          | 17 novembre 2023                            | Stade Alassane Ouattara, Abidjan, Côte d'Ivoire | Seychelles                                  | 7 - 0                                       | 9 - 0                                       | Éliminatoires de la Coupe du monde 2026     |
| 4.                                          | 13 janvier 2024                             | Stade Alassane Ouattara, Abidjan, Côte d'Ivoire | Guinée-Bissau                               | 2 - 0                                       | 2 - 0                                       | Coupe d'Afrique des nations 2023            |
| 5.                                          | 6 septembre 2024                            | Stade de la Paix, Bouaké                        | Zambie                                      | 1 - 0                                       | 2 - 0                                       | Éliminatoires de la Coupe du monde 2026     |
| 6.                                          | 6 septembre 2024                            | Stade de la Paix, Bouaké                        | Zambie                                      | 2 - 0                                       | 2 - 0                                       | Éliminatoires de la Coupe du monde 2026     |
| 7.                                          | 10 septembre 2024                           | Stade Ahmadou-Ahidjo, Yaoundé, Cameroun         | Tchad                                       | 0 - 1                                       | 0 - 2                                       | Éliminatoires de la Coupe du monde 2026     |

## Palmarès

### En club
| AS Saint-Étienne                       | Étoile rouge de Belgrade (2)                                                     | Paris FC                          |
| -------------------------------------- | -------------------------------------------------------------------------------- | --------------------------------- |
| - Coupe de France - Finaliste en 2020. | - Championnat de Serbie - Champion en 2024 - Coupe de Serbie - Vainqueur en 2024 | - Ligue 2 - Vice-champion en 2025 |

### En sélection nationale
| Côte d'Ivoire (1)                                 |
| ------------------------------------------------- |
| - Coupe d'Afrique des nations - Vainqueur en 2024 |

### Distinctions personnelles
- Joueur du mois d'août 2022 de Ligue 2[13]
- Membre de l'équipe type de Ligue 2 aux Trophées UNFP du football 2023[14]

- Membre de l'équipe type de Ligue 2 aux Trophées UNFP du football 2025